# قلیچ‌لار
قلیچ‌لار (انگلیسی: Kılıçlar) روستایی است در شهرستان امیرداغ، استان افیون قره‌حصار، ترکیه.